# Esteban Torres
Luis Esteban Torres Cobo (Ambato, 12 de septiembre de 1989) es un abogado, político, profesor y exdirigente universitario ecuatoriano. Fue el viceministro de Gobierno del Ministerio de Gobierno de Ecuador, desde diciembre de 2023 hasta septiembre de 2024 en el gobierno de Daniel Noboa. 
Fue asambleísta nacional por Tungurahua, entre 2018 y 2023, desempeñándose como segundo vicepresidente del Legislativo, entre el 14 y 17 de mayo de 2023. Para las elecciones legislativas de 2025, fue elegido nuevamente para una curul en la asamblea por Circunscripción Nacional por el partido Acción Democrática Nacional 

## Biografía
Luis Esteban nació el 12 de septiembre de 1989, en la ciudad ecuatoriana de Ambato. Hijo del abogado Luis Fernando Torres y de Susana Cobo Sevilla. Se graduó en el Colegio San Pío X, obteniendo el título de Bachiller.
Tras realizar estudios en la Universidad San Francisco de Quito (2007-2013), obtuvo el título de abogado, con el trabajo: "La interpretación de los contratos a la luz de constitucionalización del derecho privado". Durante este tiempo fue dirigente estudiantil, desempeñándose como presidente del Gobierno estudiantil, entre 2011 y 2012. Posteriormente, en la Queen Mary University of London (2015-2016), consiguió la maestría en Derecho de Resolución Comparativa e Internacional de Controversias.

### Trayectoria
En 2011, fundó junto a su hermano el Estudio Torres Cobo, en Quito, donde trabaja como socio. Fue profesor de Resolución de Disputas, en la Universidad de las Américas (2019-2021). Se desempeña como profesor de la maestría en Derecho Constitucional, en la Universidad Tecnológica Indoamérica, desde 2018.

## Vida política
Inició en la vida política haciendo dirigencia universitaria en Quito. Fundó el Movimiento Político Tiempo de Cambio, siendo su presidente desde mayo de 2017 hasta el 22 de mayo de 2024, cuando hubo renovación de directiva.

### Asambleísta

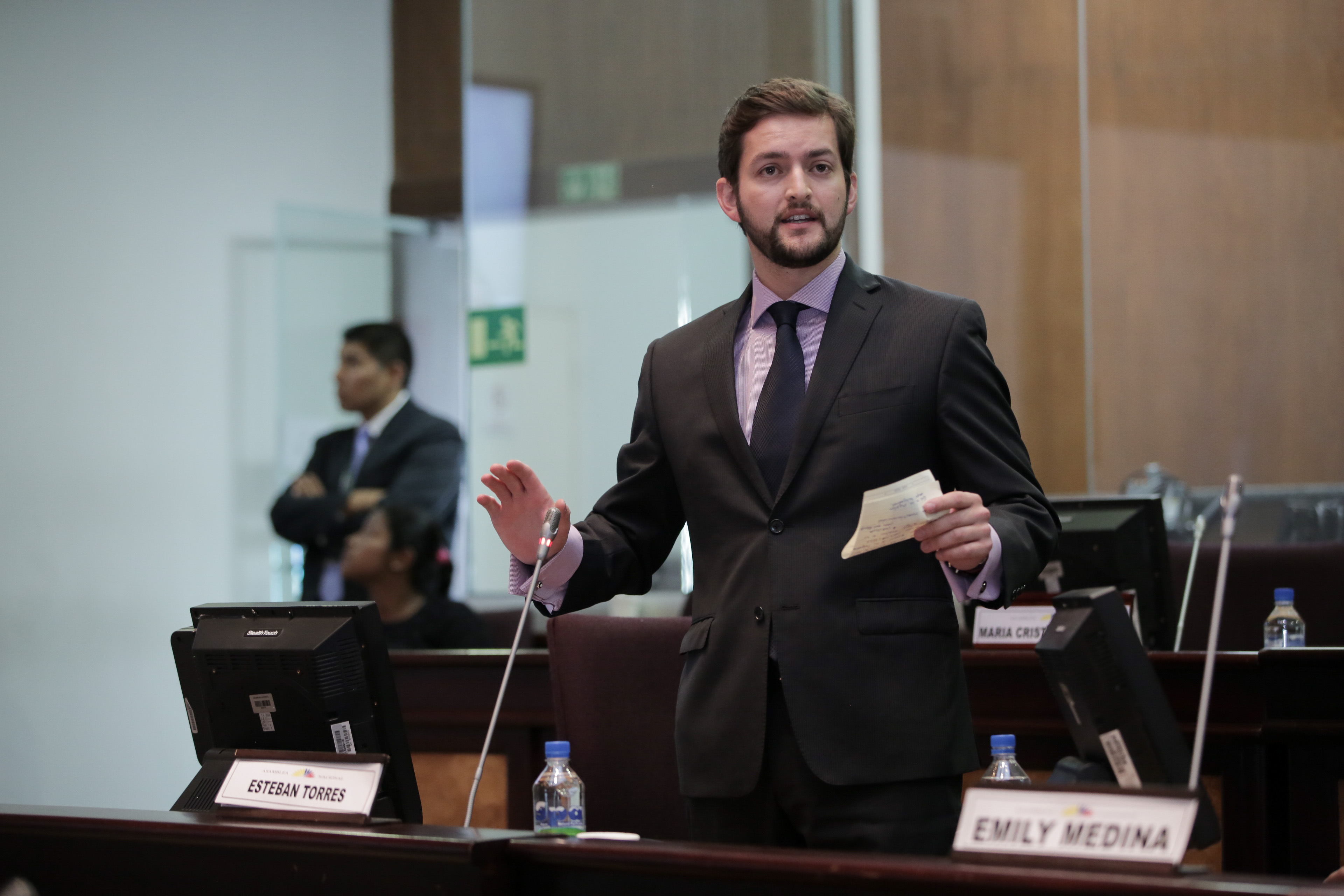
Torres en un pleno de la Asamblea.

Fue electo asambleísta alterno en las elecciones legislativas de 2017, en representación de Tungurahua, por la alianza Partido Social Cristiano-Tiempo de Cambio, como alterno de su padre Luis Fernando Torres. Fue posesionado el 14 de mayo del mismo año. El 19 de diciembre de 2018, tras la renuncia de su padre a su curul en la Asamblea Nacional, para participar en las elecciones del año siguiente; Torres Cobo asume el cargo.
Reelecto en las elecciones de 2021. En julio, asumió como coordinador del bloque parlamentario del Partido Social Cristiano y Aliados. En abril de 2022, mocionó la aprobada conformación de la comisión pluripartidista, que evaluó la gestión de Guadalupe Llori, entonces presidenta de la Función Legislativa. Posteriormente, el 21 julio, fue elegido como primer vocal del Consejo de Administración Legislativa de la Asamblea Nacional, con 117 votos a favor.
El 13 de mayo de 2023, fue nombrado segundo interpelante en el juicio político en contra del presidente Guillermo Lasso. Al día siguiente, fue elegido segundo vicepresidente de la Asamblea Nacional, con 100 votos a favor.
El 17 de mayo, a tempranas horas de la mañana, el presidente Lasso firmó el Decreto Ejecutivo 741, en el que activó el artículo 148 de la Constitución Nacional, denominado «muerte cruzada», argumentando en su decreto «grave crisis política y conmoción interna»; disolviendo la Asamblea Nacional y convocando a elecciones presidenciales y legislativas extraordinarias.En las  dichas elecciones, quiso ser reelegido, pero no tuvo éxito.

### Viceministro de Estado
El 12 de diciembre de 2023, fue nombrado por la ministra Mónica Palencia, como viceministro de Gobierno del Ministerio de Gobierno de Ecuador, integrándose en el gobierno de Daniel Noboa.